# Lorenzen Wright
Lorenzen Vern-Gagne Wright (Memphis, Tennessee; 4 de noviembre de 1975-ibidem; 19 de julio de 2010) fue un jugador de baloncesto estadounidense que disputó 13 temporadas en NBA. Con 2,11 metros de altura, jugaba en la posición de pívot. El 28 de julio de 2010 fue encontrado muerto en un bosque de Memphis, Tennessee.

## Carrera

### Universidad
Asistió a la Universidad de Memphis, donde fue seleccionado en el tercer quinteto del All-America en su segundo año. En su etapa en los Tigers, cosechó 31 dobles-dobles en 64 partidos y se convirtió en el tercer jugador de segundo año de la universidad en anotar 1000 puntos en su carrera. En su año sophomore, Wright promedió 17.4 puntos y 10.4 rebotes por partido, consiguiendo 16 dobles-dobles y siendo el 16.ª mejor reboteador del país.

#### Estadísticas
| Año     | Equipo  | PJ | PT | MPP  | %TC  | %3P  | %TL  | RPP  | APP | ROB | TPP | PPP  |
| ------- | ------- | -- | -- | ---- | ---- | ---- | ---- | ---- | --- | --- | --- | ---- |
| 1994–95 | Memphis | 34 | 34 | 34.4 | .561 | .000 | .626 | 10.1 | 1.5 | .7  | 2.0 | 14.8 |
| 1995–96 | Memphis | 30 | 30 | 35.3 | .542 | .000 | .645 | 10.4 | 1.2 | 1.9 | 1.9 | 17.4 |
| Total   | Total   | 64 | 64 | 34.8 | .551 | .000 | .635 | 10.3 | 1.3 | 1.0 | 2.0 | 16.0 |

### NBA
Wright fue seleccionado por Los Angeles Clippers en el séptimo lugar del Draft de la NBA de 1996. 
En los Clippers pasó tres temporadas, antes de ser traspasado a Atlanta Hawks en 1999. La campaña 1999-00 fue la de su consagración, promediando 12.4 puntos y 7.5 rebotes por noche. 
Ese verano fue traspasado a Memphis Grizzlies en el intercambio que mandaba a Pau Gasol a los Grizzlies y a Shareef Abdur-Rahim a los Hawks. En su nativa Memphis pasó cinco años cobrando gran importancia en el juego interior del equipo, siendo regularmente el pívot titular.
En 2006 firmó como agente libre con Atlanta Hawks por dos años. El 16 de febrero de 2008 fue traspasado a Sacramento Kings junto con Shelden Williams, Anthony Johnson, Tyronn Lue y una segunda ronda del draft de 2008 a cambio del base Mike Bibby. 
El 5 de septiembre de 2008 firmó contrato con Cleveland Cavaliers.
A lo largo de su carrera promedió 8,8 puntos y 6,9 rebotes, durante 13 temporadas y 778 partidos en la NBA.

## Muerte
El 18 de julio de 2010, tras visitar a su exmujer en Collierville, Tennessee, Wright desapareció y no volvió a ser visto. Varios días después, su familia denunció su desaparición. El 28 de ese mes, su cuerpo fue encontrado en una zona llena de vegetación. Luego se supo que en la madrugada del 19 de julio, se reportó una llamada al 911 desde su teléfono móvil y, mientras hablaba, se oyeron disparos. Su caso fue investigado como un homicidio. Lorenzen Wright fue enterrado en su ciudad natal, Memphis.

### Investigación
El 9 de noviembre de 2017, el arma que se cree que fue utilizada para asesinar a Wright fue encontrada en un lago de Walnut (Misisipi).
El 5 de diciembre de 2017, Billy Ray Turner —diácono de la iglesia baptista de Collierville—, fue acusado de cargos de asesinato en primer grado y detenido con una fianza de un millón de dólares. 10 días después, la exmujer de Wright, Sherra Wright-Robinson— quien se había gastado todo lo cobrado del seguro de vida de Wright que habían de heredar sus hijos [más de 1 millón de dólares]—, fue también detenida.
El 25 de julio de 2019, Wright-Robinson se declaró culpable de facilitación de asesinato en primer grado y fue condenada a 30 años de prisión. Aunque le será posible acceder a la libertad condicional en aproximadamente nueve años. Según los testigos y el proceso judicial, tanto Turner como Sherra Wright Robinson asistían a la misma iglesia. El plan inicial urdido por Sherra Wright Robinson consistía en que dos hombres mataran a Lorenzo Wright, pero tras fracasar, conspiró con Turner para matar al jugador de la NBA y arrojar el arma utilizada en el tiroteo a un lago de Misisipi. Por su parte, Billy Ray Turner originalmente iba a ser juzgado en septiembre de 2019 y luego pospuesto al 26 de octubre de 2020. Finalmente, en marzo de 2022, se conoció la sententia por la que ha sido condenado a cadena perpetua.

## Estadísticas de su carrera en la NBA

### Temporada regular
| Año     | Equipo        | PJ  | PT  | MPP  | %TC  | %3P  | %TL  | RPP | APP | ROB | TPP | PPP  |
| ------- | ------------- | --- | --- | ---- | ---- | ---- | ---- | --- | --- | --- | --- | ---- |
| 1996–97 | L.A. Clippers | 77  | 51  | 25.1 | .481 | .250 | .587 | 6.1 | .6  | .6  | .8  | 7.3  |
| 1997–98 | L.A. Clippers | 69  | 38  | 30.0 | .445 | .000 | .659 | 8.8 | .8  | .8  | 1.3 | 9.0  |
| 1998–99 | L.A. Clippers | 48  | 15  | 23.6 | .458 | .000 | .692 | 7.5 | .7  | .5  | .8  | 6.6  |
| 1999–00 | Atlanta       | 75  | 0   | 16.1 | .499 | .333 | .644 | 4.1 | .3  | .4  | .5  | 6.0  |
| 2000–01 | Atlanta       | 71  | 46  | 28.0 | .448 | .000 | .718 | 7.5 | 1.2 | .6  | .9  | 12.4 |
| 2001–02 | Memphis       | 43  | 33  | 29.1 | .459 | .000 | .569 | 9.4 | 1.0 | .7  | .5  | 12.0 |
| 2002–03 | Memphis       | 70  | 49  | 28.3 | .454 | .000 | .659 | 7.5 | 1.1 | .7  | .8  | 11.4 |
| 2003–04 | Memphis       | 65  | 46  | 25.8 | .439 | .000 | .733 | 6.8 | 1.1 | .7  | .9  | 9.4  |
| 2004–05 | Memphis       | 80  | 77  | 28.6 | .469 | .000 | .662 | 7.7 | 1.1 | .7  | .9  | 9.6  |
| 2005–06 | Memphis       | 78  | 58  | 21.7 | .478 | .000 | .564 | 5.1 | .6  | .7  | .6  | 5.8  |
| 2006–07 | Atlanta       | 67  | 31  | 15.4 | .448 | .000 | .281 | 3.2 | .6  | .4  | .4  | 2.6  |
| 2007–08 | Atlanta       | 13  | 1   | 11.4 | .294 | .000 | .500 | 2.8 | .2  | .2  | .2  | 1.0  |
| 2007–08 | Sacramento    | 5   | 0   | 2.6  | .250 | .000 | .000 | .2  | .2  | .0  | .0  | .4   |
| 2008–09 | Cleveland     | 17  | 2   | 7.4  | .370 | .000 | .375 | 1.5 | .2  | .2  | .3  | 1.4  |
| Total   | Total         | 778 | 447 | 23.8 | .459 | .069 | .645 | 6.4 | .8  | .6  | .7  | 8.0  |

### Playoffs
| Año   | Equipo        | PJ | PT | MPP  | %TC  | %3P  | %TL   | RPP | APP | ROB | TPP | PPP  |
| ----- | ------------- | -- | -- | ---- | ---- | ---- | ----- | --- | --- | --- | --- | ---- |
| 1997  | L.A. Clippers | 3  | 3  | 30.7 | .406 | .000 | 1.000 | 7.3 | .7  | 1.0 | .7  | 10.3 |
| 2004  | Memphis       | 4  | 4  | 25.0 | .435 | .000 | .333  | 4.3 | .5  | 1.0 | .5  | 5.5  |
| 2005  | Memphis       | 4  | 4  | 21.3 | .571 | .000 | .500  | 5.0 | 2.3 | .2  | .2  | 8.3  |
| 2006  | Memphis       | 4  | 0  | 21.5 | .611 | .000 | .700  | 5.0 | .8  | .0  | 1.0 | 7.3  |
| Total | Total         | 15 | 11 | 24.2 | .495 | .000 | .652  | 5.3 | 1.1 | .5  | .6  | 7.7  |